# Der kleine Doktor
Der kleine Doktor war eine deutsche Krimiserie des ZDF in zwei Staffeln aus dem Jahr 1974. Die literarische Vorlage der Serie bildeten Kurzgeschichten von Georges Simenon. Regisseure waren Wolfgang Becker (1. Staffel, 6 Folgen) und Thomas Engel (2. Staffel, 7 Folgen), Kameramann war Kurt Hasse.

## Inhalt
Der Arzt und Junggeselle Dr. Jean Dollent lebt mit seiner Haushälterin Marianne in dem Dörfchen Marsilly in der Charente-Maritime. Der unscheinbare Landarzt ist zugleich ein Meisterdetektiv, der immer wieder gebeten wird, einen schwierigen Fall zu klären. Dabei ist er dank seiner Menschenkenntnis und seinem überlegten Vorgehen regelmäßig erfolgreicher als die Profis von der Kriminalpolizei.

## Episoden

### Staffel 1
Die Erstausstrahlung der ersten Staffel fand vom 7. April 1974 bis zum 16. Juni 1974 statt.
| Nr. (ges.) | Nr. (St.) | Originaltitel              | Erstausstrahlung Deutschland | Regie           | Drehbuch         | Darsteller |
| ---------- | --------- | -------------------------- | ---------------------------- | --------------- | ---------------- | --- |
| 1          | 1         | Das Arsenschloß            | 7. April 1974 (ZDF)          | Wolfgang Becker | Franz Geiger     | Peter Pasetti: Baron Olivier, Christine Buchegger: Irene, Maria Schell: Ernestine                                        |
| 2          | 2         | Besuch aus Paris           | 21. April 1974 (ZDF)         | Wolfgang Becker | Rudolf Nottebohm | Rakhchandeh Ettehad: Laure, Bruno Dietrich: Gilbert, Wolf Roth: Philippe                                                 |
| 3          | 3         | Die Notbremse              | 5. Mai 1974 (ZDF)            | Wolfgang Becker | Franz Geiger     | Inken Sommer: Germaine, Siegfried Rauch: Leon, Roger Herbst: Charles, Karl Hanft: Bauer Simon                            |
| 4          | 4         | Mord im Moor               | 19. Mai 1974 (ZDF)           | Wolfgang Becker | Franz Geiger     | Herbert Fleischmann: Roger Borchain, Ursula Lingen: Nicole Pilard, Alwy Becker: Marthe Borchain, Karl Hanft: Bauer Simon |
| 5          | 5         | Der Rote                   | 2. Juni 1974 (ZDF)           | Wolfgang Becker | Alf Tamin        | Karl Renar: Jacques Frerette, Evelyn Opela: Vamp, Peter Bollag: Didier Marmont                                           |
| 6          | 6         | Ein Toter fällt vom Himmel | 16. Juni 1974 (ZDF)          | Wolfgang Becker | Alf Tamin        | Kurt Meisel: Baron Vauquelin-Radot, Arno Assmann: Dr. Crique, Sabine Sinjen: Marine / Denise                             |

### Staffel 2
Die Erstausstrahlung der zweiten Staffel fand vom 14. Juli 1974 bis zum 6. Oktober 1974 statt.
| Nr. (ges.) | Nr. (St.) | Originaltitel                       | Erstausstrahlung Deutschland | Regie        | Drehbuch                        | Darsteller                                                                                       |
| ---------- | --------- | ----------------------------------- | ---------------------------- | ------------ | ------------------------------- | ------------------------------------------------------------------------------------------------ |
| 7          | 1         | Der verschwundene Admiral           | 14. Juli 1974 (ZDF)          | Thomas Engel | Fred Ignor                      | Willi Rose: Admiral, Friedrich G. Beckhaus: Jean, Edeltraut Elsner: Angèle                       |
| 8          | 2         | Zu viele Ärzte                      | 28. Juli 1974 (ZDF)          | Thomas Engel | Dieter Bochow                   | Dieter Borsche: Professor Gromaire, Sabine Glaser: Madeleine, Peter Fricke: Dr. Philippe Lourtie |
| 9          | 3         | Der Dieb der Diebe                  | 11. August 1974 (ZDF)        | Thomas Engel | Fred Ignor                      | Eva Kinsky: Alice, Walter Kohut: Dumont, Wolfried Lier: Calmet                                   |
| 10         | 4         | Ein Holländer in Paris              | 25. August 1974 (ZDF)        | Thomas Engel | Thomas Engel, Stefan Gommermann | Gert Haucke: Kees van der Donck, Herbert Fux: Louis, Christine Diersch: Bijou                    |
| 11         | 5         | Voodoo oder Die Rache der Schamanen | 8. September 1974 (ZDF)      | Thomas Engel | Sibylle Ruch, Alf Tamin         | Karl Georg Saebisch: Marbe, Franz Schafheitlin: Duffe, Edith Heerdegen: Heloise                  |
| 12         | 6         | Das Mädchen im Himmelblau           | 22. September 1974 (ZDF)     | Thomas Engel | Plym Pahl                       | Jessica Dorn: Angelina, Doris Gallart: Madame La Roche, Hellmut Lange: Boucher                   |
| 13         | 7         | Eine bemerkenswerte Nichte          | 6. Oktober 1974 (ZDF)        | Thomas Engel | Vratislav Blažek                | Eva Maria Meineke: Schwester Jeanne, Harry Kalenberg: Fabrikant Gallot, Ulli Kinalzik: Claude    |

## Literarische Vorlage
Die Fernsehserie Der kleine Doktor basiert auf einer Serie von Kurzgeschichten des belgischen Schriftstellers Georges Simenon, die 1938 in La Rochelle entstanden und 1943 im Sammelband Le petit docteur bei der Éditions Gallimard erschienen (siehe die Liste der Werke von Georges Simenon). Die Hauptfigur des Landarztes Jean Dollent war von Simenons Hausarzt Dr. Edouard de Béchevel inspiriert. Laut Simenons Biografen Stanley G. Eskin handelt es sich um einen typischen Lehnstuhldetektiv und Nachfahren von Edgar Allan Poes Auguste Dupin und Gaston Leroux’ Rouletabille, der Vergnügen bereite durch „sein lebhaftes und verschmitztes Wesen sowie seine unbekümmerte Art, sich in irgendwelche Ermittlungen einzumischen“.
Zum Teil ermittelt Dollent auch in Paris, ohne dass es allerdings zur Begegnung mit Simenons berühmten Kommissar Maigret kommt. Dafür trifft er mehrfach auf dessen Assistenten Lucas. Für Georg Hensel war der kleine Doktor „ein Prolog zu Maigret“, in dem der Schriftsteller der Vergangenheit seines berühmten Kommissars nachspüre, „jenem Augenblick, da wie ein Schmetterling aus der Larve plötzlich dem Arzt der Kriminalist entschlüpft“. Er besitze die besondere Fähigkeit, „die einfache menschliche Wahrheit herauszuschälen“, die sich auch beim französischen Kommissar wiederfindet. Die deutschen Übersetzungen der Erzählungen von Hansjürgen Wille und Barbara Klau erschienen bei Kiepenheuer & Witsch sowie im Diogenes Verlag. Schumm sprechende Bücher veröffentlichte 1998 und 1999 Lesungen einiger Kurzgeschichten der Serie von Edgar M. Böhlke.

## Entstehungsgeschichte
Nach dem Erfolg der Krimiserie Der Kommissar plante das ZDF bereits im Jahr 1969 ein weiteres Krimi-Format, für dessen Hauptrolle Heinz Rühmann vorgesehen war. Dieser scheute jedoch den Vergleich mit Erik Ode und entwickelte ein eigenes Konzept einer stärker humoristisch gefärbten Serie. Die bereits fertiggestellten Drehbücher nach der Vorlage Simenons wurden umgeschrieben und an das fortgeschrittene Alter Rühmanns angepasst. Rühmanns Anregungen ist auch der Ausbau einiger der wiederkehrenden Nebenfiguren des Dorfes zu verdanken. Als Rühmann seine Beteiligung am Ende doch absagte, wurde die Hauptrolle mit Peer Schmidt neu besetzt und die Drehbücher abermals an Simenons Vorlage angeglichen. Gedreht wurde an Originalschauplätzen in Westfrankreich rund um La Rochelle.
Nach sechs Folgen kam es zu einer Änderung des gesamten Produktionsteams. Statt der FGR Film- und Fernsehproduktion produzierte nun die Bavaria Filmatelier. Die Regie ging von Wolfgang Becker auf Thomas Engel über. Selbst die Titelmelodie, die ursprünglich von Graziano Mandozzi stammte, wurde durch Erich Ferstl neu komponiert. Während die erste Staffel getreu auf den Büchern „von Georges Simenon“ basierte, lief die Serie nun unter dem Etikett „nach Georges Simenon“, was bedeutete, dass die Stoffe zum Teil von den Serienautoren ohne Bezug zu Simenons Vorlagen entwickelt wurden.

## Rezeption
Die zeitgenössische Kritik reagierte überwiegend positiv. Gerühmt wurden die authentische französische Atmosphäre und die darstellerische Leistung Peer Schmidts. Heinz Rühmann lobte: „Außer Peer Schmidt kenne ich keinen Kollegen, der diese Rolle so ideal verkörpern würde.“ Vereinzelt wurde die abfallende Qualität der zweiten Staffel kritisiert. Martin Compart urteilte in seinem Buch Crime TV. Lexikon der Krimiserien: „Für die Freunde klassischer Detektivgeschichten ist die gut gemachte Serie eine Freude.“
Im Jahr 2009 veröffentlichte Polar Film sämtliche 13 Folgen der Serie in einer DVD-Box.
1986 verfilmte das französische Fernsehen Simenons Vorlage in einer sechsteiligen Fernsehserie erneut. Den kleinen Doktor spielte Alain Sachs. Regie führte unter anderem Simenons Sohn Marc Simenon.